# Marc Cohn

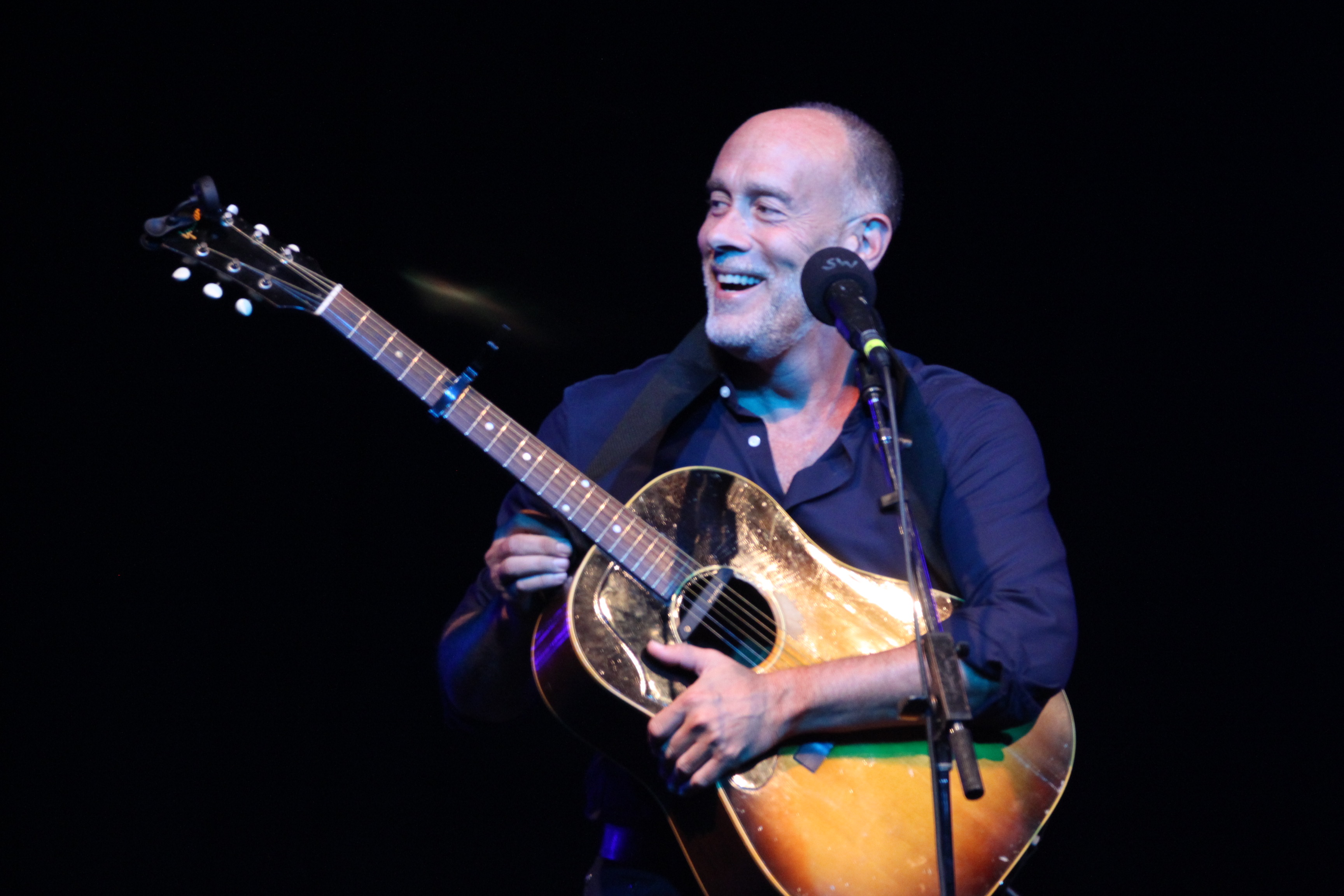
Marc Cohn

Marc Craig Cohn (ur. 5 lipca 1959 w Cleveland w stanie Ohio) – amerykański wokalista, pianista, kompozytor, autor tekstów, producent nagrań, twórca przeboju Walking in Memphis (coverowanego m.in. przez Cher) z debiutanckiego albumu zatytułowanego własnym imieniem i nazwiskiem (wyd. 1991); laureat nagrody Grammy w kategorii Best New Artis za 1992 rok; żonaty z popularną prezenterką telewizyjną Elizabeth Vargas, mają dwóch synów; Cohn ma również syna i córkę z pierwszego małżeństwa.

## Historia
Jego ojciec pracował jako farmaceuta. W młodości Cohn pasjonował się twórczością takich autorów jak Van Morrison, Joni Mitchell i Jackson Browne i pod wpływem ich ballad już w wieku 10 lat pisał inspirowane nimi piosenki. W szkolnych zespołach udzielał się jako pianista. Chciał zostać muzykiem estradowym, lecz sugestie ojca oraz macochy zachęciły go do studiowania psychologii. Po uzyskaniu dyplomu śpiewał swoje utwory w barach oraz klubach folkowych w Cleveland i Los Angeles. W 1981 zamieszkał w Nowym Jorku i utrzymywał się jako piosenkarz w nagraniach demo. W tej roli miał okazję współpracować ze znanymi w tych czasach twórcami muzyki rozrywkowej, do których zaliczali się Jim Webb oraz para Jerry Leiber i Mike Stoller. Od czasu do czasu angażował się w sesje nagraniowe jako pianista m.in. w trakcie nagrywania płyty Tracy Chapman pt. Crossroads. Cohn założył grupę The Supreme Court, która zawierała sekcję instrumentów dętych. Największym sukcesem tego zespołu stał się występ na weselu Caroline Kennedy w Hyannis Port. 
W poszukiwaniu natchnienia do piosenek udał się w szereg podróży po kraju. W Hollywood w stanie Arkansas, niewielkiej osadzie przy autostradzie 61 (unieśmiertelnionej w balladzie Boba Dylana pt. Highway 61 Revisited) poznał wiekową Murzynkę. Pełnym słodyczy głosem śpiewała grając na rozklekotanym pianinie pieśni z gatunku gospel i blues, a także wykonywała repertuar Hoagy Carmichaela. Spotkanie to posłużyło Cohnowi jako inspiracja do napisania softrockowej ballady Walking in Memphis. Dzięki temu utworowi podpisał w 1989 kontrakt z firmą Atlantic. Praca nad debiutanckim albumem przebiegała najpierw w Los Angeles pod okiem producenta Davida Kershenbauma, lecz wyniki nie przekonały Marca Cohna. Po powrocie do Nowego Jorku rozpoczął pracę od podstaw z nowym producentem, którym był Ben Wisch. Wiosną 1991 miała miejsce premiera albumu Marc Cohn, po czym artysta wyruszył w ogólnokrajową trasę koncertową. W nagraniach płyty wzięło udział wielu muzyków, lecz na koncertach towarzyszył mu tylko gitarzysta Jeff Pilar. Jak podaje Wiesław Weiss, zdobył uznanie i popularność jako twórca romantycznych ballad, często o autobiograficznym wydźwięku, niekiedy zabarwionych sarkazmem, jak piosenki Randy'ego Newmana, wykonywanych głównie z akompaniamentem fortepianu, śpiewanych jakby głosem Chrisa Rei (Strangers In A Car), Paula Simona (True Companion), Robbiego Robertsona (Perfect Love) czy Toma Waitsa (Walking in Memphis).
Piosenka Silver Thunderbird była pisana latami i przechodziła przez wiele poprawek. Miała ona stanowić próbę rozrachunku z ojcem, który jako posiadacz małej apteki w Cleveland nie potrafił poradzić sobie w życiu i zatroszczyć się o rodzinę, przez co zmarł w długach. Później Marc Cohn sięgnął po twórczość pisarza Williego Lomana. Utwór True Companion był humorystyczną opowieścią o nostalgią za obrazem miłości idealnej. Za najlepszą z piosenek Marc Cohn uznał Perfect Love, w której opisał historię małżeństwa swego brata na tle dziejów USA lat 60. W jej nagraniu udział wziął James Taylor. Poza autorskimi piosenkami na albumie Marc Cohn znalazła się przeróbka 29 Ways Williego Dixona. W 1993 Cochn wydał następną płytę utrzymaną w podobnej stylistyce. Gościnnie wystąpili w niej David Crosby i Graham Nash. Zawierała ona nie tylko nastrojowe ballady (Rest For The Weary, The Things We've Handed Down), ale też subtelne pastisze rhytm and blues w rodzaju Baby King lub Paper Walls.